# Chen Yuandong
Chen Yuandong (née le 27 novembre 1994 à Luzhou) est une escrimeuse handisport chinoise.
Elle a notamment remportée trois médailles d'or aux Jeux paralympiques d'été de 2024.